# Museo Afroantillano de Panamá

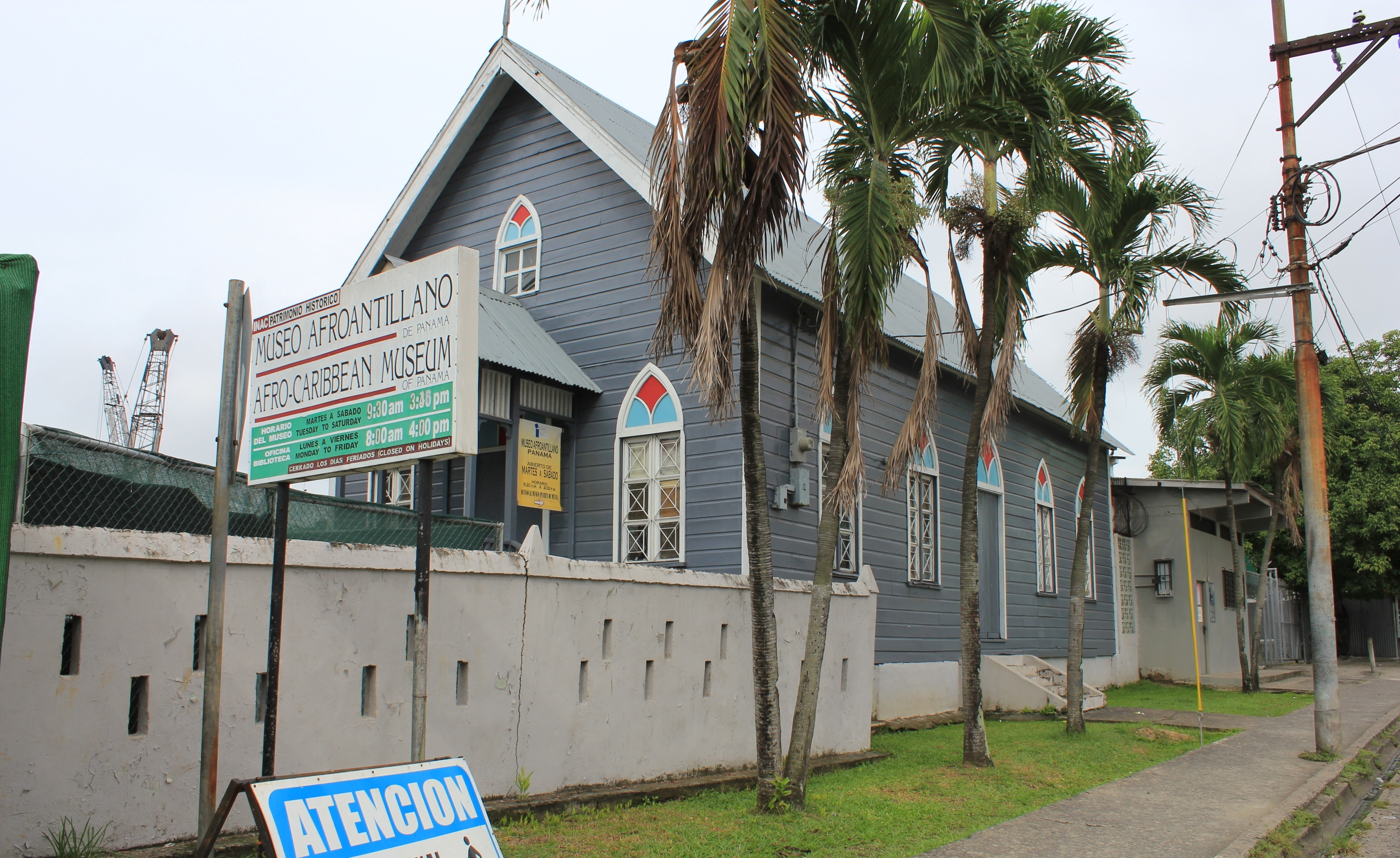
Museum, 2011

Das Museo Afroantillano de Panamá  (engl.: Afro-Antillean Museum) in Panama-Stadt ist ein Migrationsmuseum, das im Dezember 1980 gegründet wurde.
In mehreren Einwanderungsschüben wanderten Menschen afrikanischen Ursprungs (sog. Afro-Antillische Einwanderung) von den Antillen nach Panama ein. 1850 zum Bau der Panama-Eisenbahn, 1880 bis 1889 zum französischen Versuch einen Kanal zu bauen, 1904 bis 1914 zum Bau des Panamakanals unter nordamerikanischer Führung sowie Anfang des 20. Jahrhunderts als Plantagenarbeiter und Kleinbauern im Zusammenhang mit den Plantagen der United Fruit Company. Diese Gruppe unterschied sich von den ursprünglichen schwarzen Sklaven der spanischen Kolonialzeit sprachlich und kulturell. 1980 wurde das Migrationsmuseum eingerichtet, um den wichtigen Beitrag dieser Volksgruppe zur Entwicklung von Panama zu zeigen und auch um eine Tourismusattraktion zu schaffen.